# Kibwé Johnson
Kibwe Johnson (17 de julho de 1981) é um lançador de martelo norte-americano. Ele representou seu país no Campeonato Mundial de Atletismo duas vezes (2007 e 2011).
Ele conseguiu medalha por duas vezes nos Jogos Pan-Americanos: ganhou a prata em 2007, conseguindo o ouro nos jogos seguintes. Ele fez seu recorde pessoal, de 80,31 metros, em 2011. Ele foi campeão norte-americano em pista aberta de arremesso de martelo e campeão norte-americano em pista coberta de lançamento de peso.

## Carreira
Nascido em São Francisco, ele inicialmente foi um lançador de disco, antes de se focar no lançamento de martelo enquanto estudava na Universidade da Geórgia. Johnson fez uma performance muito ruim academicamente e mais tarde se moveu para a Universidade de Ashland e os representou nas competições da Divisão II da CCAA. Ele competiu nas eliminatórias americanas para as Jogos Olímpicos de 2004, tanto no arremesso de disco e no lançamento de martelo, terminando em oitavo e em décimo nono, respectivamente. Ele ficou em terceiro lugar no evento de lançamento de martelo no Campeonato Norte-Americano em Pista Coberta de 2005 e lançou uma marca de 24.54 metros no Aberto do Óleo - uma distância que o deixou como o terceiro melhor atleta norte-americano e o décimo primeiro de sempre na história do evento. Um recorde pessoal no lançamento de peso de 78,25 metros em Maio o deixou em terceiro lugar nacionalmente aquele ano. Ele foi vice-campeão no lançamento de peso no Campeonato Norte-Americano em pista coberta, terminando, mais tarde naquele ano, em quarto lugar no evento de lançamento de peso no Campeonato Norte-Americano de Atletismo em pista aberta.
Johnson teve um grande avanço na temporada de 2007. Ele ganhou o lançamento de disco no Mt. SAC Relays, vindo a ser vice-campeão do martelo no Campeonato Norte-Americano em Pista Aberta de 2007. Fez a sua estréia internacional nos Jogos Pan-Americanos de 2007, ele conseguiu uma marca de 73,23 metros, que deu a ele a medalha de prata, atrás somente do canadense James Steacy. Johnson foi selecionado para representar os Estados Unidos no Campeonato Mundial de Atletismo de 2007, mas falhou em conseguir um arremesso válido na ronda qualificatória. Apesar disto, ele permaneceu positivo com a experiência e com o fato de lançadores como Tore Gustafsson e Koji Murofushi oferecendo a ele encorajamento e conselhos técnicos. Em 2008, ele ganhou o título no lançamento de peso do Norte-Americano de Pista Coberta - seu primeiro título em nível nacional - mas ele não foi muito bem nas qualificatórias americanas para os Jogos Olímpícos de 2008, que aconteceram mais tarde naquele ano.
Depois de passar em branco o ano de 2009, ele retornou a forma em 2010, terminando como vice-campeão no lançamento de martelo no Norte-Americano de 2010 (com um lançamento de 76,31 metros). Um recorde de pessoal de 80,31 metros, no Norte-Americano de 2011, deu a ele o seu primeiro título nacional em pista aberta de sua carreira. Como campeão nacional, ele ganhou a segunda oportunidade de participar de uma competição em nível global - o Campeonato Mundial de Atletismo de 2011 - mas a marca de 75,06 metros nas qualificatórias não foram suficientes para a classificação para a final. Ele também foi escolhido para representar o seu país nos Jogos Pan-Americanos de 2011 em Guadalajara, onde ele melhorou seu resultado anterior:ganhou a medalha de ouro e o recorde dos Jogos, com uma marca de 79,63 metros, melhorando a marca anterior, que pertencia a Lance Deal.

## Vida pessoal
Ele é treinado pelo antigo campeão olímpico pela União Soviética, Anatoliy Bondarchuk. Ele é casado com Crystal Smith-Johnson, outra lançadora que treina com Bondarchuk. Eles tem uma filha, nascida em 18 de abril de 2012, e residem na cidade de Kamloops, Colúmbia Britânica, Canadá.